# Sansa (Pyrénées-Orientales)
Sansa (katalanisch Censà oder Sançà) ist eine französische Gemeinde mit 31 Einwohnern (Stand 1. Januar 2022) im Département Pyrénées-Orientales in der Region Okzitanien. Sie gehört zum Arrondissement Prades und zum Kanton Les Pyrénées catalanes.

## Lage
Im Gemeindegebiet entspringt der Fluss Cabrils, der zur Têt entwässert. Die Gemeinde gehört zum Regionalen Naturpark Pyrénées Catalanes.
Nachbargemeinden von Sansa  sind Le Bousquet (Aude) im Norden, Mosset und Nohèdes im Nordosten, Olette im Osten, Oreilla im Südosten, Railleu im Süden, Matemale im Südwesten, Formiguères im Westen und Réal im Nordwesten.

## Bevölkerungsentwicklung
| Jahr      | 1962 | 1968 | 1975 | 1982 | 1990 | 1999 | 2013 |
| Einwohner | 15   | 14   | 5    | 6    | 7    | 7    | 28   |

## Sehenswürdigkeiten
- Ehemalige romanische Kirche Saint-Jean-Baptiste (13. Jahrhundert)
- Pfarrkirche Saint-Jean-Baptiste (19. Jahrhundert)